# Monte Cardo
Pour les articles homonymes, voir Cardo.
 (novembre 2018).
Le Monte Cardo (en corse Cardu, littéralement « chardon ») est l'un des plus hauts sommets du massif du Monte Rotondo, après notamment le Monte Rotondo (2 622 m) et la Maniccia (2 496 m). Cet imposant belvédère culmine à 2 453 m d'altitude, au cœur du parc naturel régional de Corse, et est aisément reconnaissable depuis l'ensemble du Cortenais par sa crête très dentelée.

## Géographie

### Situation

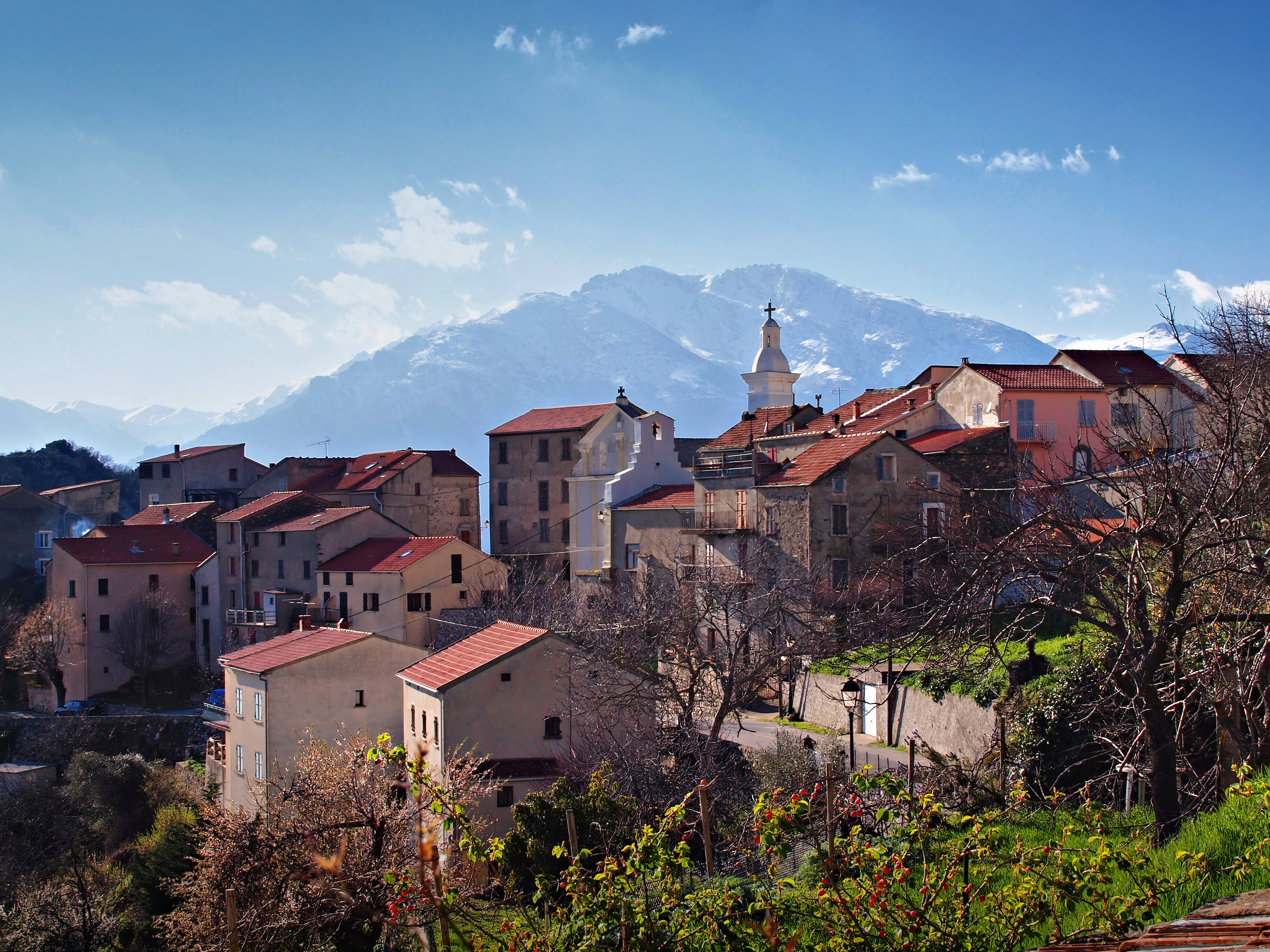
Le Monte Cardo depuis Altiani (Rogna).

Le Monte Cardo est situé aux confins des communes de Venaco (en particulier des anciennes communes de Campovecchio et Serraggio) et Corte, au cœur du Cortenais. Il se trouve sur la ligne de partage des eaux entre la Restonica à l'ouest, et le Vecchio à l'est.
On peut l'approcher par la route D 723 (jonction avec la route territoriale 20 au nord du nouveau viaduc routier du Vecchio) jusqu'à la zone hélicoptère en bout de route goudronnée et découvrir sa face sud. Il faut se rendre dans les communes avoisinantes du canton pour le découvrir, par exemple depuis le col de Bella-Granajo à Santo-Pietro-di-Venaco, ou depuis les villages de Riventosa, Poggio di Venaco, Casanova situés à son nord-est, ou depuis Vivario et Muracciole situés au sud-est. Il est visible dans son ensemble depuis les villages des pièves de Bozio et Rogna, qui lui font directement face de l'autre côté du Tavignano.
Son versant septentrional est occupé en partie par la forêt communale de Corte Restonica.
Le versant méridional est quant à lui couvert par la forêt communale de Venaco et la forêt de Cervello, des forêts de pins laricio. Sous le sommet, naît le ruisseau de Paratella qui prend en aval le nom de ruisseau de Verjello, affluent du Vecchio.

### Géologie
« Entre Santo Pietro di Venaco, Venaco et le pont du Vecchio, il y a un poudingue remarquable dit de Venaco. Il est formé par une agglomération de galets de dimensions variées ; ils sont fortement cimentés par un liant gréseux. Ces galets appartiennent aux roches suivantes : quartz blanc, quartz hyalin, quartz noir, protogine, schistes verts amphiboliques, péridot, schistes gréseux, calcaires cristallins, fibreux ou zones, calcaires noirs ou d'un gris foncé, phylliteux, schistes à mica blanc, etc. »

— D. Hollande in Géologie de la Corse p. 171.
Le versant oriental du Cardo présente une particularité visible des alentours : le Razzo-Bianco, un cône de marbre gris, un rocher de calcaire cristallin, à grains serrés, de teinte bleutée et même à reflets violacés. Jadis une carrière y était exploitée. Nombre de maisons et édifices de la commune et de communes avoisinantes présentent encore l'utilisation de ce matériau.

« [...] la protogine ou les schistes lustrés sont recouverts par des sédiments de la deuxième nappe. C'est au Razzo-bianco que cette disposition est le plus nettement accusée. On y trouve, en effet, un paquet de sédiments de la deuxième nappe en contact avec la protogine, puis à des altitudes inférieures et supérieures à ce point indiqué sur la carte au 1/80.000e : carrière de marbre, on peut voir des sédiments des schistes lustrés reposer sur la protogine. Le rocher du Razzo-bianco est à environ 900 mètres d'altitude. »

— D. Hollande in Géologie de la Corse p. 77.
Poursuivant, D. Hollande écrit :

« Il s'appuie à l'ouest sur la protogine et est enveloppé en grande partie par une brèche ou le poudingue de Venaco. [...] Le poudingue se développe vers le Sud, où il est à noyaux plus petits et a été désigné, il y a longtemps, par Gueymard sous le nom de grès et existant au pont du Vecchio. »

Au sud-est, à ses pieds coule la rivière Vecchio sur laquelle ont été construits trois ponts dont le remarquable pont Eiffel. À l'ouest se situe la vallée de la Restonica.

« la protogine de la Restonica renferme du mica noir altéré, transformé en chlorite et en épidote, et du sphène nettement polychroïque dans les teintes brunes en gros cristaux abondants. Il y a de l'oligoclase, du microcline, de l'orthose, des filonets d'albite avec lamelles de mica blanc provenant de leur altération. Enfin, on y rencontre du quartz à extinctions roulantes. »

— D. Hollande in Géologie de la Corse p. 55.

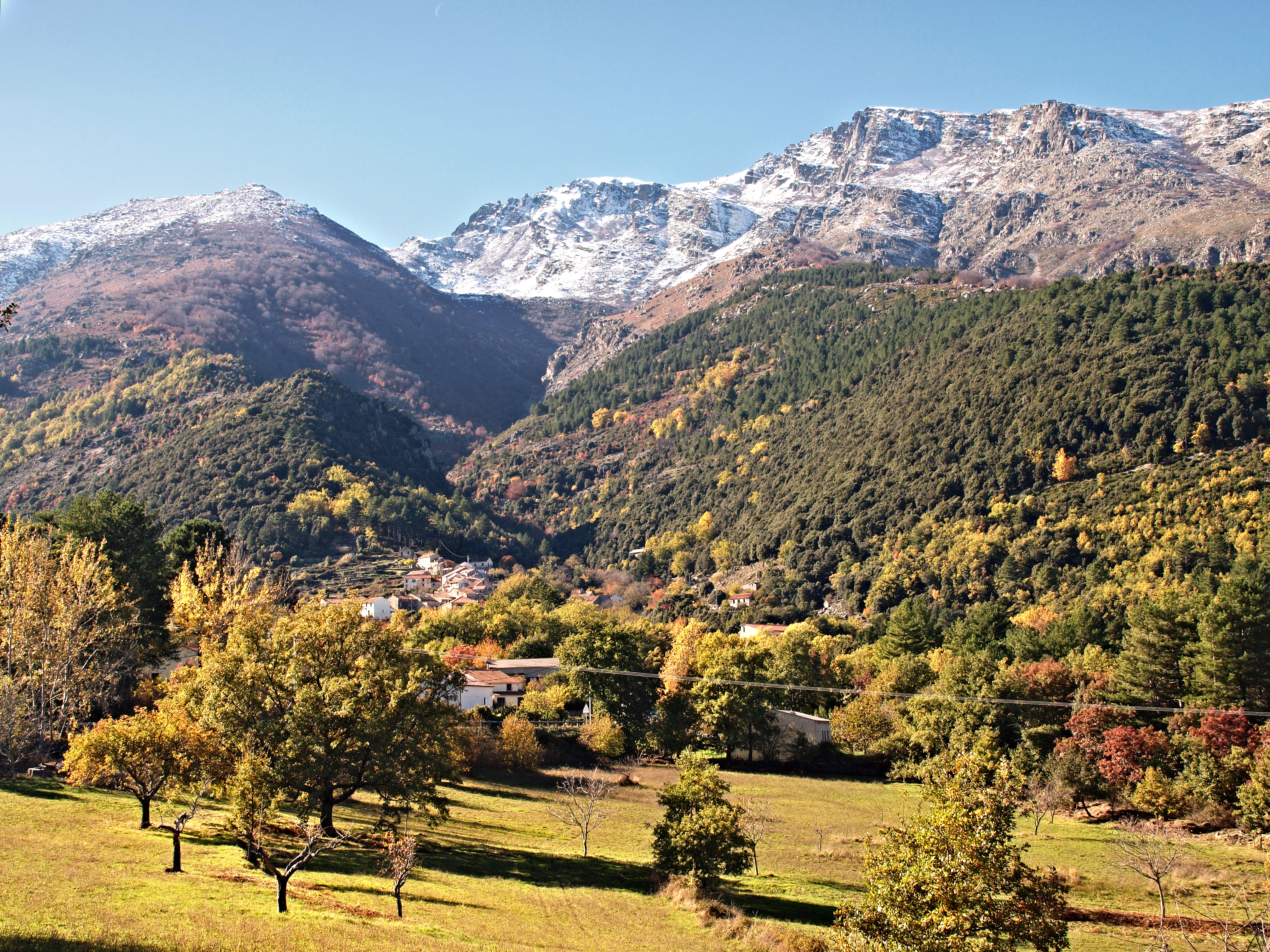
Le Monte Cardo (au centre), épaulé par la Punta Lattiniccia (à droite), veille sur Santo-Pietro-di-Venaco.
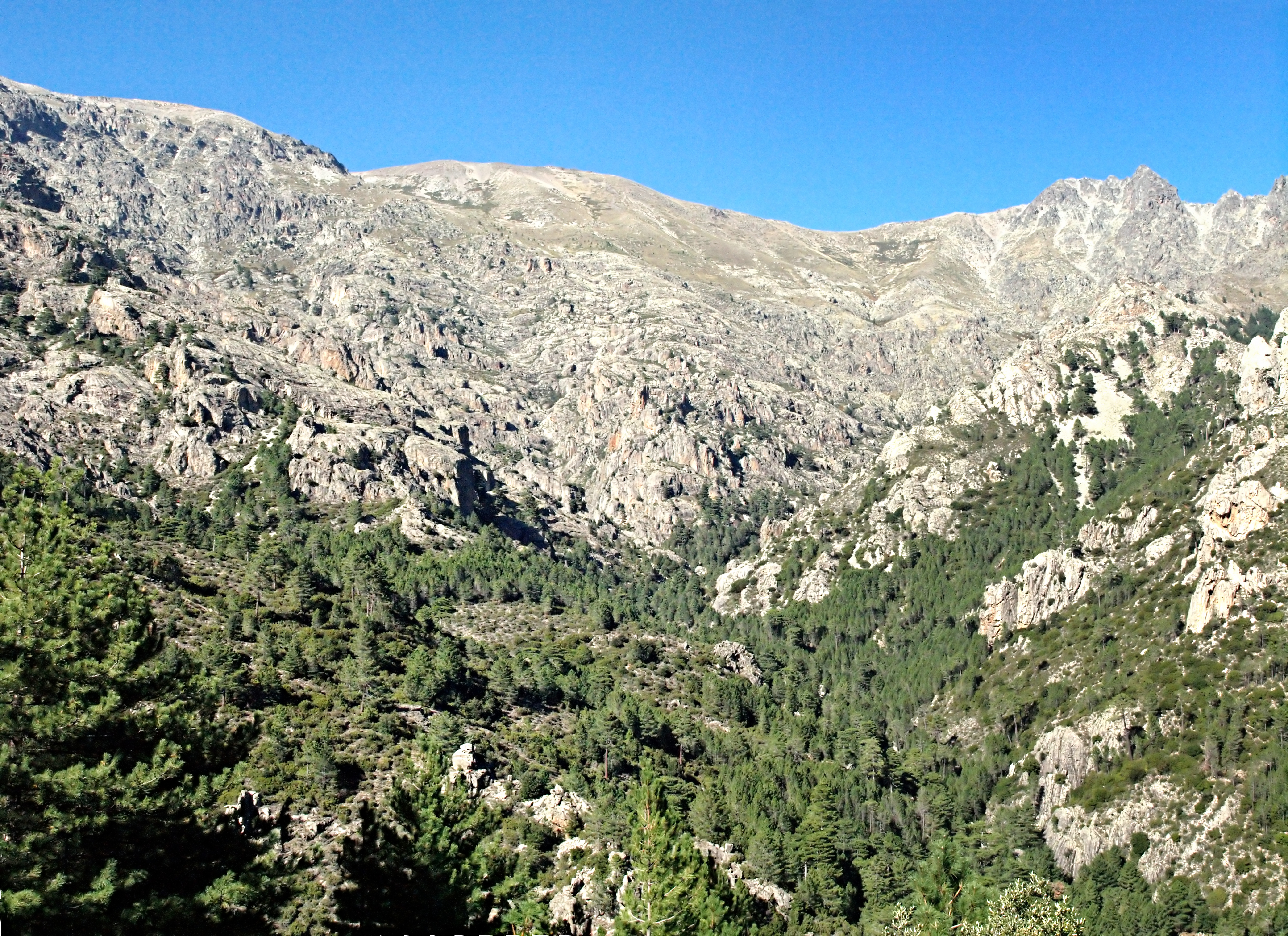
Vallon du ruisseau de Paratella et Monte Cardo.
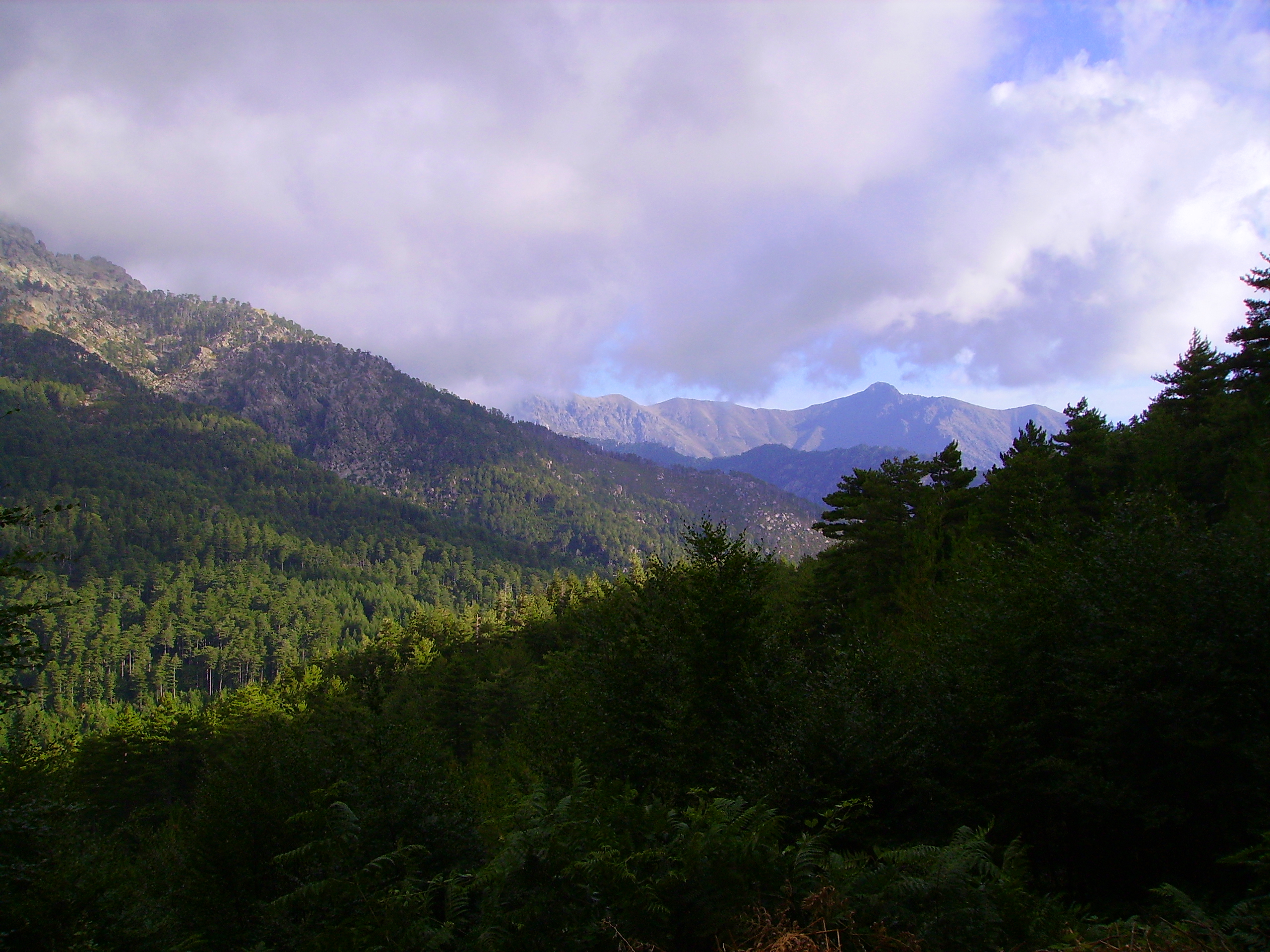
Le Monte Cardo depuis les hauteurs de Vizzavona.
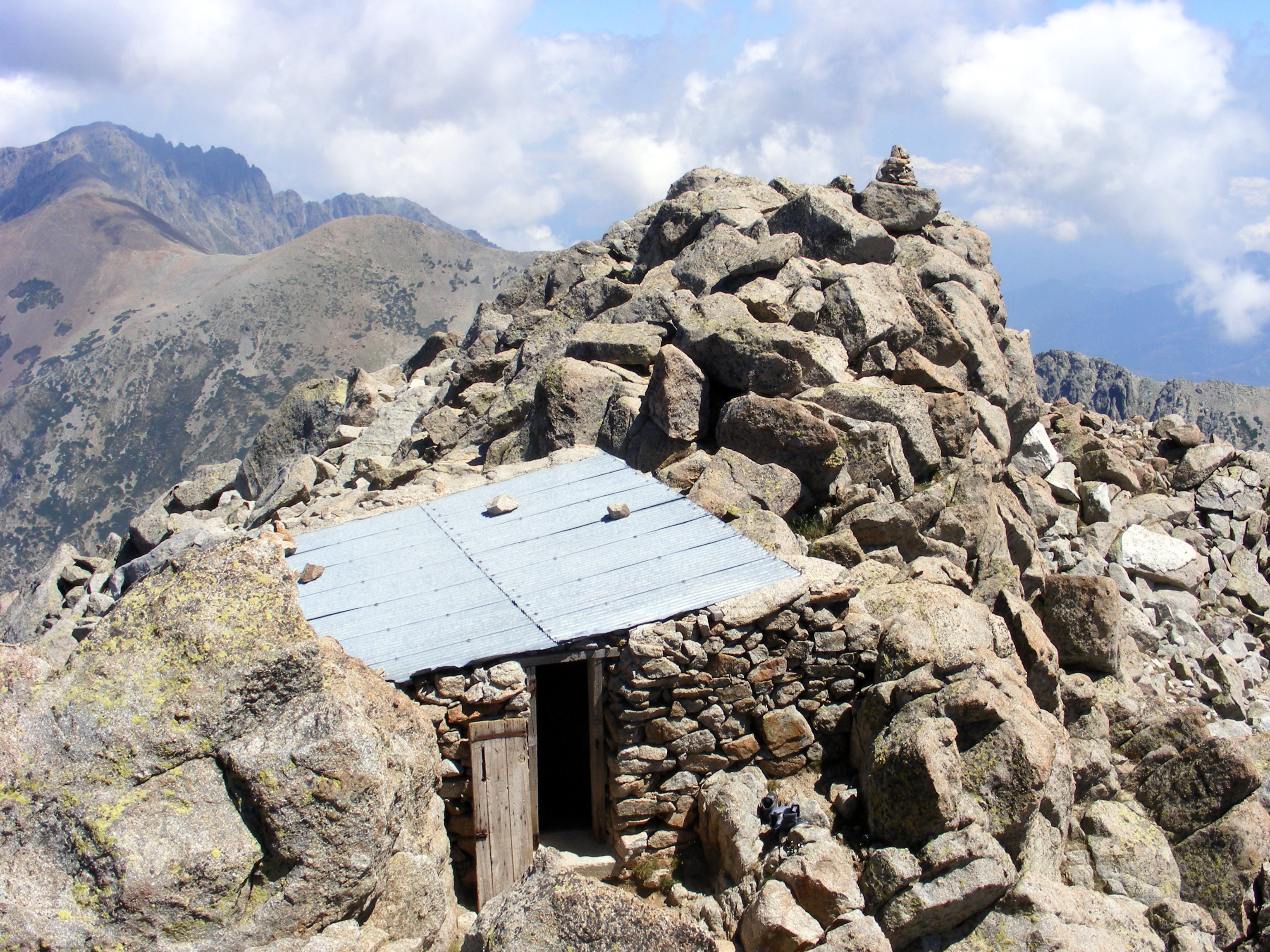
Le Monte Cardo (à gauche) depuis le sommet du Monte Rotondo.

## Histoire

### Accidents d'avion
Le 27 mars 1948, un avion Bristol de l’Indian National Airlines s’écrase en début de matinée sur le Monte Cardu. Cet accident cause la mort de ses 19 occupants qui, venant de New Delhi, se rendaient à Londres.
Cinq ans auparavant, en 1943, un Vickers Wellington de la Royal Air Force, qui allait bombarder l'Italie, s'écrase sur le flanc est, tuant la totalité des occupants.

## Culte

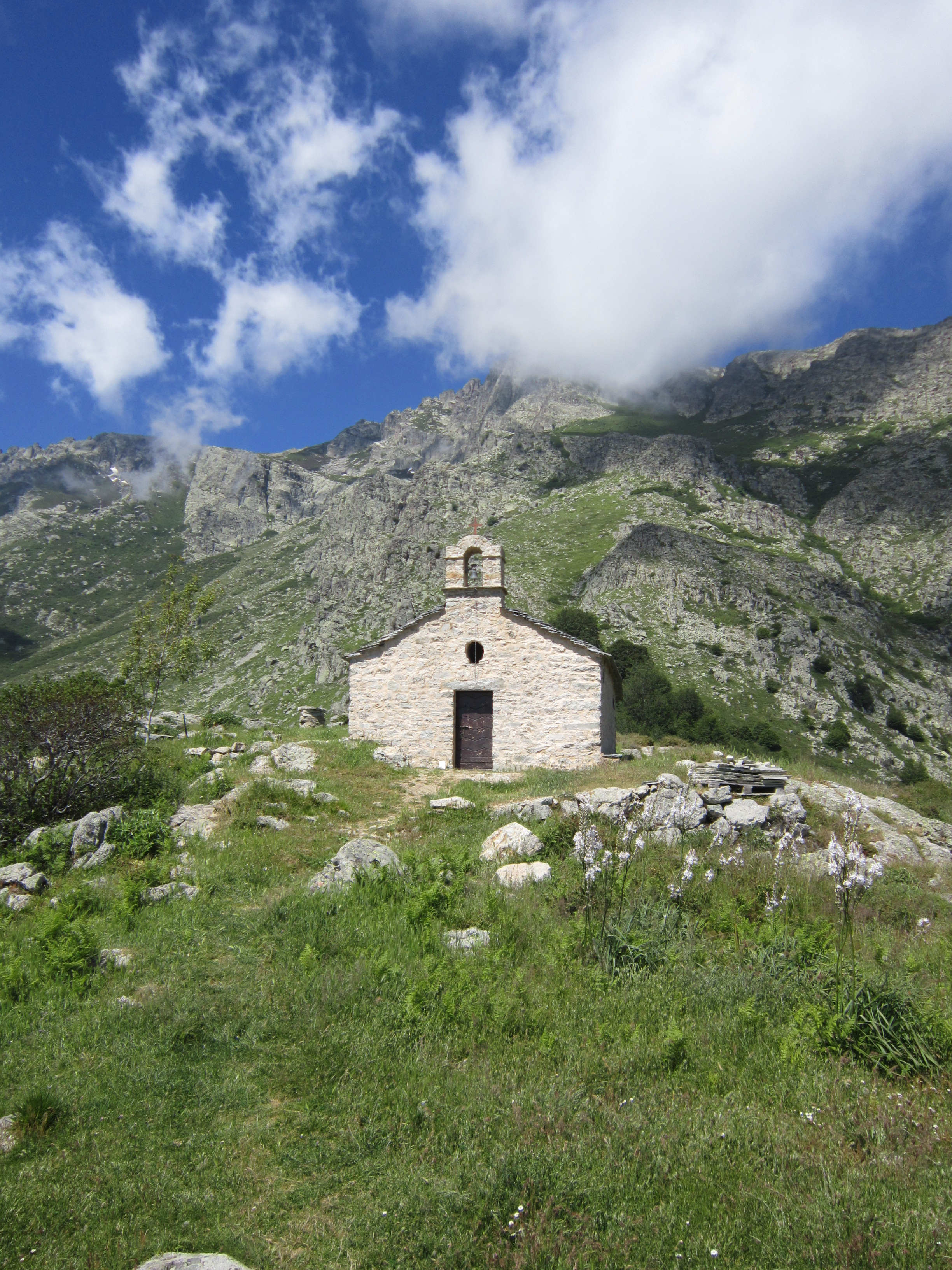
La chapelle Sant'Eliseu (1555 m).

La chapelle rurale de Saint-Élisée est située à 1 555 m d’altitude sur la ligne de crête au nord du vallon du ruisseau de Misognu.
Tous les ans, un pèlerinage a lieu le 29 août dans cette chapelle. Il est le plus haut pèlerinage de Corse. La chapelle abrite les statues en bois de saint Élisée et de sainte Sabine.

## Sports

### Randonnées
Le Monte Cardo est accessible depuis un sentier de randonnée balisé présentant un dénivelé de 1 650 m. Le sentier, en boucle autour de la vallée du ruisseau de Misongno, prend naissance à Santo-Pietro-di-Venaco à 802 m d'altitude, aux dernières maisons du haut du village. L'ascension démarre par la route D 15 en piste jusqu'à l'altitude de 965 m au lieu-dit Albertina. L'itinéraire du sentier se poursuit vers la chapelle Santo Eliseo (1 555 m), lieu d'un pèlerinage annuel le 29 août. Depuis la chapelle, on peut poursuivre hors sentier en direction de la crête du Monte Cardu que l'on atteint sans grande difficulté. Pour les moins ambitieux, le sentier continue vers une bergerie à 1 648 m au pied du sommet. Après un faux plat, la descente s'amorce en direction des bergeries de Tatarellu (1 330 m). Au lieu-dit Casetta Capucinu (896 m), une variante permet d'accéder rapidement à Campovecchio hameau de Venaco. Sinon, poursuivre le sentier pour retrouver le point de départ.

### Trail
Le trail di u Monte Cardu se déroule chaque année depuis 2013. Il est organisé par l'association Venacu in festa. Il comprend une course à pied de 15 km avec un dénivelé de plus de 1 600 m, et une marche associative de 6 km et 500 m de dénivelé. L'itinéraire emprunte des chemins situés au-dessus des villages de Vеnаcо et Santo-Pietro-di-Vеnаcо dominés pаr le Monte Cardo.